# Mercedes-Benz W 103
Der dreiachsige Geländewagen Mercedes-Benz G 1 entstand auf Anforderung der Reichswehr im Jahre 1926. Er trug die interne Baumusterbezeichnung W 103.
Der schwere Wagen hatte zwei Plätze vorne und in einer Wanne im hinteren Teil des Fahrzeuges mit einer zentralen Tür hinten Platz für weitere sechs Personen.
Er besaß einen seitengesteuerten Sechszylinder-Reihenmotor mit 3079 cm³ Hubraum. Die Antriebseinheit lieferte 50 PS (37 kW). Ein unsynchronisiertes Fünfgang-Getriebe leitete die Kraft an alle vier Hinterräder weiter. Diese hingen an zwei Starrachsen mit einem Abstand von 950 bis 985 mm, die an halbelliptischen Blattfedern aufgehängt waren. Auch die Vorderachse war starr und hatte Halbelliptikfedern. Alle sechs Räder hatten Seilzugbremsen. Die Höchstgeschwindigkeit lag bei 60 km/h.
Zusammen mit der Daimler-Benz AG waren auch Horch und Selve beauftragt worden, Musterfahrzeuge zu bauen. Alle diese Fahrzeuge sahen ähnlich aus. Die Reichswehr entschied sich schließlich für die (übrigens von Paul Daimler konstruierten) Wagen der Firma Horch. 1926 entstanden nur fünf Geländewagen bei Daimler-Benz und in den beiden Folgejahren noch je ein weiteres. Zu einer Serienfertigung kam es nie.
Erst 1934 griff Daimler-Benz die Idee eines schweren dreiachsigen Geländewagens mit dem Typ G4 wieder auf.

## Technische Daten
| Mercedes-Benz G 1           | Mercedes-Benz G 1                                                              |
| --------------------------- | ------------------------------------------------------------------------------ |
| Motor                       | 6-Zylinder-Reihenmotor (Viertakt), vorne längs                                 |
| Hubraum                     | 3079 cm³                                                                       |
| Bohrung × Hub               | 76 × 110 mm                                                                    |
| Leistung bei 1/min          | 37 kW (50 PS) bei 3000                                                         |
| Max. Drehmoment bei 1/min   | 151 Nm bei 1320                                                                |
| Verdichtung                 | 5,0:1                                                                          |
| Gemischaufbereitung         | 1 Flachstromvergaser Zenith 36                                                 |
| Ventilsteuerung             | 1 seitliche Nockenwelle, Antrieb über Stirnräder                               |
| Kühlung                     | Wasserkühlung                                                                  |
| Getriebe                    | 5-Gang-Schaltgetriebe                                                          |
| Angetriebene Räder          | alle vier Hinterräder                                                          |
| Radaufhängung vorn          | Starrachse, Halbfedern                                                         |
| Radaufhängung hinten        | 2 Starrachsen, auf jeder Seite 1 Halbfeder für 2 Räder                         |
| Lenkung                     | Schraubenspindellenkung                                                        |
| Spurweite vorn/Mitte/hinten | 1600/1600/1600 mm                                                              |
| Radstand                    | 1./2. Achse / 2./3. Achse / 1./3. Achse 2365/950/3315 mm oder 2353/985/3338 mm |
| Abmessungen                 | 4700 × 2040 × 2100 mm                                                          |
| Wendekreis                  | 15,8 m                                                                         |
| Leergewicht                 | 2400 kg (Gewicht des Fahrgestells)                                             |
| Höchstgeschwindigkeit       | 60 km/h                                                                        |
| Verbrauch (L/100 km)        | 24 (Straße) / 30 (Gelände)                                                     |
| Stückzahl                   | 7                                                                              |